# 1998年美國職棒大聯盟選秀
1998年美國職棒大聯盟選秀為大聯盟第34屆選秀。費城費城人的帕特·布瑞爾為該年的首輪選秀狀元。

## 第一輪選秀
圖示
|  | 入選美國職棒大聯盟全明星賽的球員     |
|  | 入選美國國家棒球名人堂暨博物館的球員 |

| 順位 | 球員              | 球隊             | 位置   | 畢業學校                 |
| 1    | 帕特·布瑞爾       | 費城費城人       | 一壘手 | 邁阿密大學               |
| 2    | 馬克·穆爾德       | 奧克蘭運動家     | 左投   | 密西根州立大學           |
| 3    | 柯瑞·帕特森       | 芝加哥小熊       | 外野手 | 哈里森高中               |
| 4    | 傑夫·奧斯汀       | 堪薩斯市皇家     | 右投   | 史丹佛大學               |
| 5    | J·D·德魯          | 聖路易紅雀       | 外野手 | 佛羅里達州立大學         |
| 6    | 萊恩·米爾斯       | 明尼蘇達雙城     | 左投   | 亞利桑那州立大學         |
| 7    | 奧斯汀·克恩斯     | 辛辛那提紅人     | 外野手 | 拉法葉高中               |
| 8    | 菲利培·羅培茲     | 多倫多藍鳥       | 游擊手 | 布蘭特利湖高中           |
| 9    | 尚恩·布羅斯       | 聖地牙哥教士     | 三壘手 | 伍德羅·威爾遜高中        |
| 10   | 卡洛斯·佩尼亞     | 德州遊騎兵       | 一壘手 | 東北大學                 |
| 11   | 喬許·麥金尼       | 蒙特婁博覽會     | 游擊手 | 馬爾文預校               |
| 12   | 亞當·艾佛瑞特     | 波士頓紅襪       | 游擊手 | 南卡羅來納大學           |
| 13   | J·M·高德          | 密爾瓦基釀酒人   | 右投   | 湯姆斯河高中             |
| 14   | 傑夫·威佛         | 底特律老虎       | 右投   | 加州州立大學弗雷斯諾分校 |
| 15   | 克林特·喬恩斯頓   | 匹茲堡海盜       | 左投   | 范德堡大學               |
| 16   | 基普·威爾斯       | 芝加哥白襪       | 右投   | 貝勒大學                 |
| 17   | 布萊德·李吉       | 休士頓太空人     | 右投   | 聖母大學                 |
| 18   | 塞斯·艾瑟頓       | 安那罕天使       | 右投   | 南加州大學               |
| 19   | 湯尼·托爾卡多     | 舊金山巨人       | 三壘手 | 伍德蘭高中               |
| 20   | C·C·沙巴西亞      | 克里夫蘭印地安人 | 左投   | 瓦萊霍高中               |
| 21   | 傑森·泰納         | 紐約大都會       | 外野手 | 德克薩斯農工大學         |
| 22   | 麥特·索恩頓       | 西雅圖水手       | 左投   | 大峽谷州立大學           |
| 23   | 布巴·克羅斯比     | 洛杉磯道奇       | 外野手 | 萊斯大學                 |
| 24   | 安迪·布朗         | 紐約洋基         | 外野手 | 里奇蒙高中               |
| 25   | 奈特·邦普         | 舊金山巨人       | 右投   | 賓夕法尼亞州立大學       |
| 26   | 瑞克·艾爾德       | 巴爾的摩金鶯     | 外野手 | 史普雷貝瑞高中           |
| 27   | 奇普·安布瑞斯     | 佛羅里達馬林魚   | 外野手 | 西流高中                 |
| 28   | 麥特·羅尼         | 科羅拉多洛磯     | 右投   | 北愛德蒙高中             |
| 29   | 亞圖洛·麥克道威爾 | 舊金山巨人       | 外野手 | 森林丘高中               |
| 30   | 麥特·波奇         | 堪薩斯市皇家     | 右投   | 維吉尼亞聯邦大學         |

## 第一輪補充選秀
圖示
|  | 入選美國職棒大聯盟全明星賽的球員     |
|  | 入選美國國家棒球名人堂暨博物館的球員 |

| 順位 | 球員            | 球隊         | 位置   | 畢業學校               |
| 31   | 克里斯·喬治     | 堪薩斯市皇家 | 左投   | 克萊恩高中             |
| 32   | 班·迪金斯       | 聖路易紅雀   | 右投   | 布萊德蕭山高中         |
| 33   | 布萊德·威爾克森 | 蒙特婁博覽會 | 外野手 | 佛羅里達大學           |
| 34   | 內特·寇爾涅荷   | 底特律老虎   | 右投   | 威靈頓高中             |
| 35   | 亞倫·羅汪德     | 芝加哥白襪   | 外野手 | 加州州立大學富勒頓分校 |
| 36   | 拉斐爾·弗里曼   | 科羅拉多洛磯 | 外野手 | 達拉斯基督學校         |
| 37   | 麥克·納尼尼     | 休士頓太空人 | 右投   | 綠谷高中               |
| 38   | 克里斯·瓊斯     | 舊金山巨人   | 右投   | 南梅克倫伯格高中       |
| 39   | 馬蒙·塔克       | 巴爾的摩金鶯 | 外野手 | 史蒂芬·奧斯汀高中      |
| 40   | 傑夫·溫切斯特   | 科羅拉多洛磯 | 捕手   | 魯梅爾大主教高中       |
| 41   | 傑夫·厄班       | 舊金山巨人   | 右投   | 波爾州立大學           |
| 42   | 艾瑞克·瓦倫特   | 費城費城人   | 外野手 | 加州大學洛杉磯分校     |
| 43   | 馬克·普萊爾     | 紐約洋基     | 右投   | 聖地牙哥大學附中       |

## 補償選秀
1. ↑  因達瑞爾·凱爾（英语：Darryl Kile）加入洛磯隊而得到補償選秀
2. ↑  因道格·亨利（英语：Doug Henry (baseball)）加入太空人隊而得到補償選秀
3. ↑  因安德列斯·賈拉拉加加入勇士隊而得到補償選秀
4. ↑  因羅伯托·赫南德茲（英语：Roberto Hernández (relief pitcher)）加入魔鬼魚隊而得到補償選秀
5. ↑  因傑·貝爾（英语：Jay Bell）加入響尾蛇隊而得到補償選秀
6. ↑  因傑·貝爾（英语：Jay Bell）成為自由球員而得到補償選秀
7. ↑  因丹尼斯·艾克斯利成為自由球員而得到補償選秀
8. ↑  因達林·弗萊契爾（英语：Darrin Fletcher）成為自由球員而得到補償選秀
9. ↑  因威利·布萊爾（英语：Willie Blair）成為自由球員而得到補償選秀
10. ↑  因戴夫·馬丁尼茲（英语：Dave Martinez）成為自由球員而得到補償選秀
11. ↑  因安德列斯·賈拉拉加成為自由球員而得到補償選秀
12. ↑  因達瑞爾·凱爾（英语：Darryl Kile）成為自由球員而得到補償選秀
13. ↑  因羅伯托·赫南德茲（英语：Roberto Hernández (relief pitcher)）成為自由球員而得到補償選秀
14. ↑  因藍迪·邁爾斯成為自由球員而得到補償選秀
15. ↑  因華特·韋斯（英语：Walt Weiss）成為自由球員而得到補償選秀
16. ↑  因威爾森·艾爾法瑞茲（英语：Wilson Álvarez）成為自由球員而得到補償選秀
17. ↑  因去年未能簽下J·D·德魯而得到補償選秀
18. ↑  因去年未能簽下泰瑞爾·高德溫（英语：Tyrell Godwin）而得到補償選秀

## 其他著名球員
- 傑拉德·萊爾德（英语：Gerald Laird）, 第2輪, 45順位被舊金山巨人選走
- 亞當·鄧恩, 第2輪, 50順位被費城費城人選走
- 麥特·貝里爾（英语：Matt Belisle）, 第2輪, 52順位被紐約大都會選走
- 布蘭登·英吉, 第2輪, 57順位被科羅拉多洛磯選走
- 喬迪·蓋魯特（英语：Jody Gerut）, 第2輪, 71順位被芝加哥白襪選走, 但未簽約
- 貝瑞·齊托, 第3輪, 83順位被德州遊騎兵選走, 但未簽約
- 麥克·馬羅斯（英语：Mike Maroth）, 第3輪, 85順位被波士頓紅襪選走
- 喬許·佛格（英语：Josh Fogg）, 第3輪, 89順位被芝加哥白襪選走
- 萊恩·藍傑漢斯（英语：Ryan Langerhans）, 第3輪, 101順位被亞特蘭大勇士選走
- 傑森·麥可斯（英语：Jason Michaels）, 第4輪, 104順位被費城費城人選走
- 艾迪·富尼斯（英语：Eddy Furniss）, 第4輪, 118順位被匹茲堡海盜選走
- 哈維爾·洛佩茲, 第4輪, 133順位被亞利桑那響尾蛇選走
- 史考特·普羅克特（英语：Scott Proctor）, 第5輪, 156順位被洛杉磯道奇選走
- 萊恩·沃格索恩, 第5輪, 158順位被舊金山巨人選走
- 奧布雷·賀夫, 第5輪, 162順位被坦帕灣魔鬼魚選走
- 比爾·霍爾, 第6輪, 176順位被密爾瓦基釀酒人選走
- 麥特·哈勒戴, 第7輪, 210順位被科羅拉多洛磯選走
- 約翰·巴克（英语：John Buck (baseball)）, 第7輪, 212順位被休士頓太空人選走
- 大衛·羅斯, 第7輪, 216順位被洛杉磯道奇選走
- 艾瑞克·拜恩斯（英语：Eric Byrnes）, 第8輪, 225順位被奧克蘭運動家選走
- 威爾·歐曼（英语：Will Ohman）, 第8輪, 226順位被芝加哥小熊選走
- 安德魯·古德（英语：Andrew Good）, 第8輪, 251順位被亞利桑那響尾蛇選走
- 喬·甘迺迪（英语：Joe Kennedy (baseball)）, 第8輪, 252順位被坦帕灣魔鬼魚選走
- 萊恩·麥德森, 第9輪, 254順位被費城費城人選走
- 傑克·威爾森, 第9輪, 258順位被聖路易紅雀選走
- 馬克·塔克薛拉, 第9輪, 265順位被波士頓紅襪選走, 但未簽約
- 摩根·恩斯伯格（英语：Morgan Ensberg）, 第9輪, 272順位被休士頓太空人選走
- 胡安·皮埃爾, 第13輪, 390順位被科羅拉多洛磯選走
- 傑·吉邦斯（英语：Jay Gibbons）, 第14輪, 411順位被多倫多藍鳥選走
- 艾瑞克·辛斯基, 第17輪, 496順位被芝加哥小熊選走
- J·J·普茲, 第17輪, 499順位被明尼蘇達雙城選走, 但未簽約
- B·J·萊恩, 第17輪, 500順位被辛辛那提紅人選走
- 布萊恩·勞倫斯（英语：Brian Lawrence）, 第17輪, 502順位被聖地牙哥教士選走
- 泰·威金頓（英语：Ty Wigginton）, 第17輪, 514順位被紐約大都會選走
- 麥克·馬克道格爾（英语：Mike MacDougal）, 第17輪, 519順位被巴爾的摩金鶯選走, 但未簽約
- 喬·拜穆爾（英语：Joe Beimel）, 第18輪, 538順位被匹茲堡海盜選走
- 亞當·拉洛許, 第18輪, 550順位被佛羅里達馬林魚選走, 但未簽約
- 克里夫·李, 第20輪, 609順位被巴爾的摩金鶯選走, 但未簽約
- 尼克·普恩托（英语：Nick Punto）, 第21輪, 614順位被費城費城人選走
- 鮑比·克羅斯比（英语：Bobby Crosby）, 第34輪, 1021順位被安那罕天使選走, 但未簽約
- 馬克·柏利, 第38輪, 1139順位被芝加哥白襪選走
- 陶德·考菲（英语：Todd Coffey）, 第41輪, 1220順位被辛辛那提紅人選走
- 奈傑·摩根（英语：Nyjer Morgan）, 第42輪, 1488順位被科羅拉多洛磯選走, 但未簽約
- 麥克·雅各斯（英语：Mike Jacobs (first baseman)）, 第48輪, 1605順位被坦帕灣魔鬼魚選走, 但未簽約

## 外部連結
- MLB.com - 1998 Draft Tracker (all rounds)
- MLB.com - Draft History （页面存档备份，存于）
- Complete draft list from The Baseball Cube database （页面存档备份，存于）

| 前任： 麥特·安德森 | 選秀狀元 帕特·布瑞爾 | 繼任： 喬許·漢米爾頓 |